# Diversidad sexual en Santiago de Chile

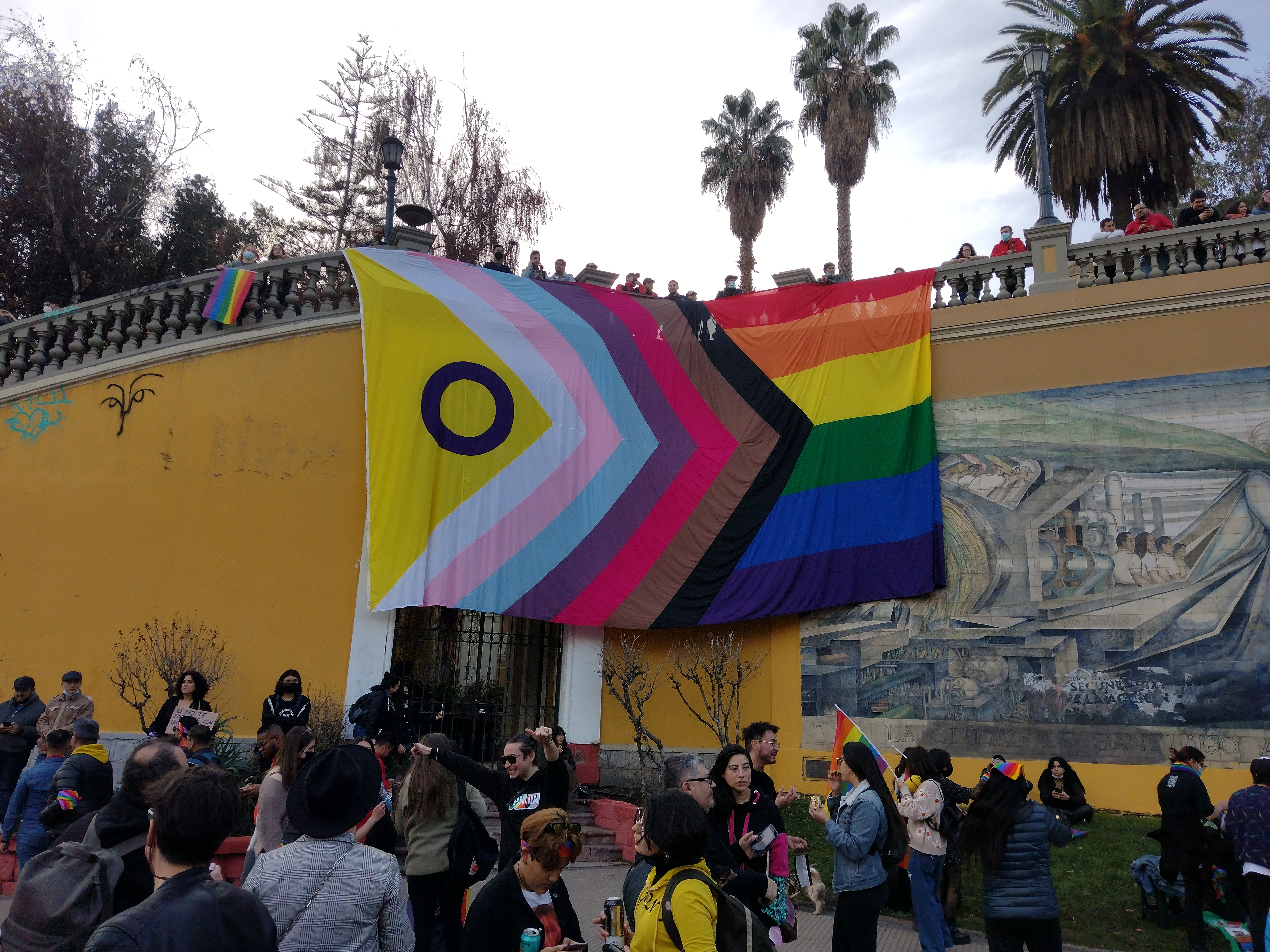
Bandera del orgullo LGBT desplegada en el cerro Santa Lucía durante la marcha del orgullo de 2022.

La diversidad sexual en Santiago de Chile ha sido parte importante de la historia de la capital chilena. Desde las primeras acusaciones de sodomía durante la época colonial y hasta gran parte del siglo XX, la criminalización de la homosexualidad fue el foco en el abordaje a la población LGBT. A partir de los años 1990 se inició un proceso de apertura, que sumado a la despenalización de la homosexualidad en 1999, ha convertido a Santiago de Chile en una ciudad que presenta mayor respeto hacia la población LGBT, contando incluso con una de las marchas del orgullo más grandes de América Latina.

## Historia
El 14 de octubre de 1673 Juan de León Escobar, oídor de la Real Audiencia de Santiago, fue acusado de mantener relaciones homosexuales con distintos hombres, entre ellos mulatos e indígenas, siendo condenado a 13 años de cárcel en Lima y convirtiéndose en la autoridad de mayor rango en la época que fue condenada por el delito de sodomía en la Capitanía General de Chile y en uno de los primeros procesos judiciales por sodomía en Santiago.

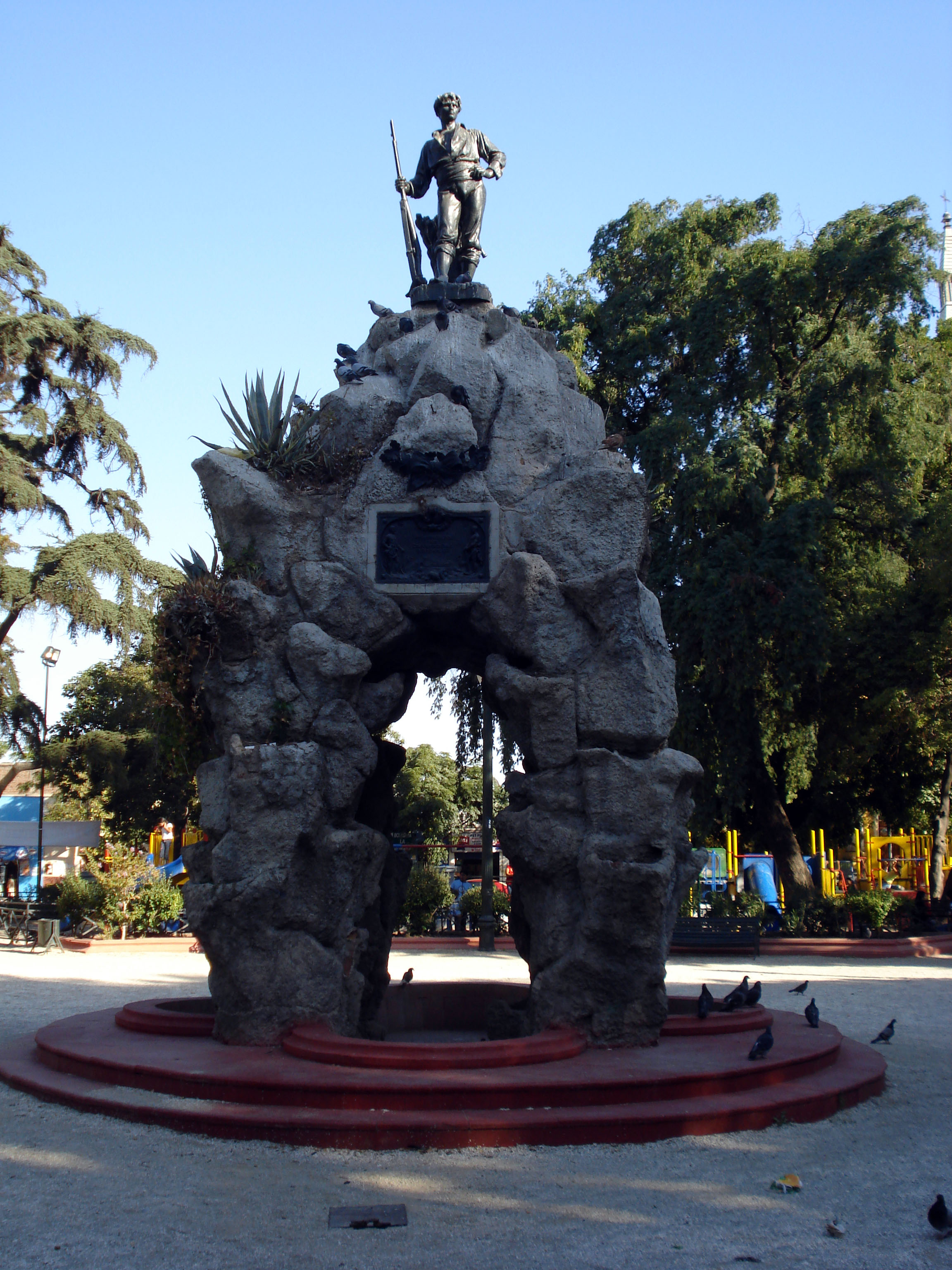
Monumento al Roto Chileno en la Plaza Yungay.

A inicios del siglo XX, para los santiaguinos, el Día del Roto Chileno —que tradicionalmente se celebra en la Plaza Yungay— se llegaba a convertir en una festividad de corte homosexual debido a que en dicha ocasión los aristócratas aprovechaban de tener encuentros sexuales con personas de niveles inferiores en la escala social. No obstante lo anterior, las redadas a bailes de invertidos fueron comunes: uno de los casos más conocidos ocurrió el 12 de abril de 1924 en Miguel León Prado 690 (Santiago), donde fueron detenidos 20 hombres que se encontraban vestidos de mujer participando en una fiesta privada, encabezados por una persona apodada «Lili de Monteblanc».
El 1 de noviembre de 1953 era informado en el diario Las Noticias Gráficas el homicidio de Antonio Gutiérrez Novoa por parte de su pareja, el médico Enrique Wellman Meyer, debido a una supuesta infidelidad; en los días siguientes el periódico acuñó la sigla SOLOCH (que significaría "Sociedad Locas de Chile") para realizar publicaciones despectivas hacia los homosexuales, a quienes calificarían como «solochistas». Durante la década siguiente continuaría la asociación directa de homosexualidad con delincuencia por parte de la prensa escrita, así como continuaron los casos de redadas policiales en Santiago para detener a personas acusadas de infringir el artículo 365 del Código Penal de Chile: uno de los casos que llamó la atención de la prensa ocurrió el 10 de febrero de 1957, cuando dos hombres fueron detenidos en las afueras de la Piscina Escolar —cercana a la Estación Mapocho— acusados de sodomía y posteriormente se declararon culpables ante los tribunales, lo cual era poco frecuente en la época dado que la condena era inferior si se negaban los hechos imputados. Otros casos fueron el de una pareja masculina detenida en un cine del centro de Santiago el 2 de marzo de 1958, la detención de otra pareja por parte de la Policía de Investigaciones en septiembre del mismo año, el arresto de 22 hombres acusados de ser homosexuales el 16 de diciembre de 1958, y la detención de tres homosexuales dentro de una redada masiva en el sector norponiente del centro de Santiago que detuvo en total a 30 personas el 4 de abril de 1959.

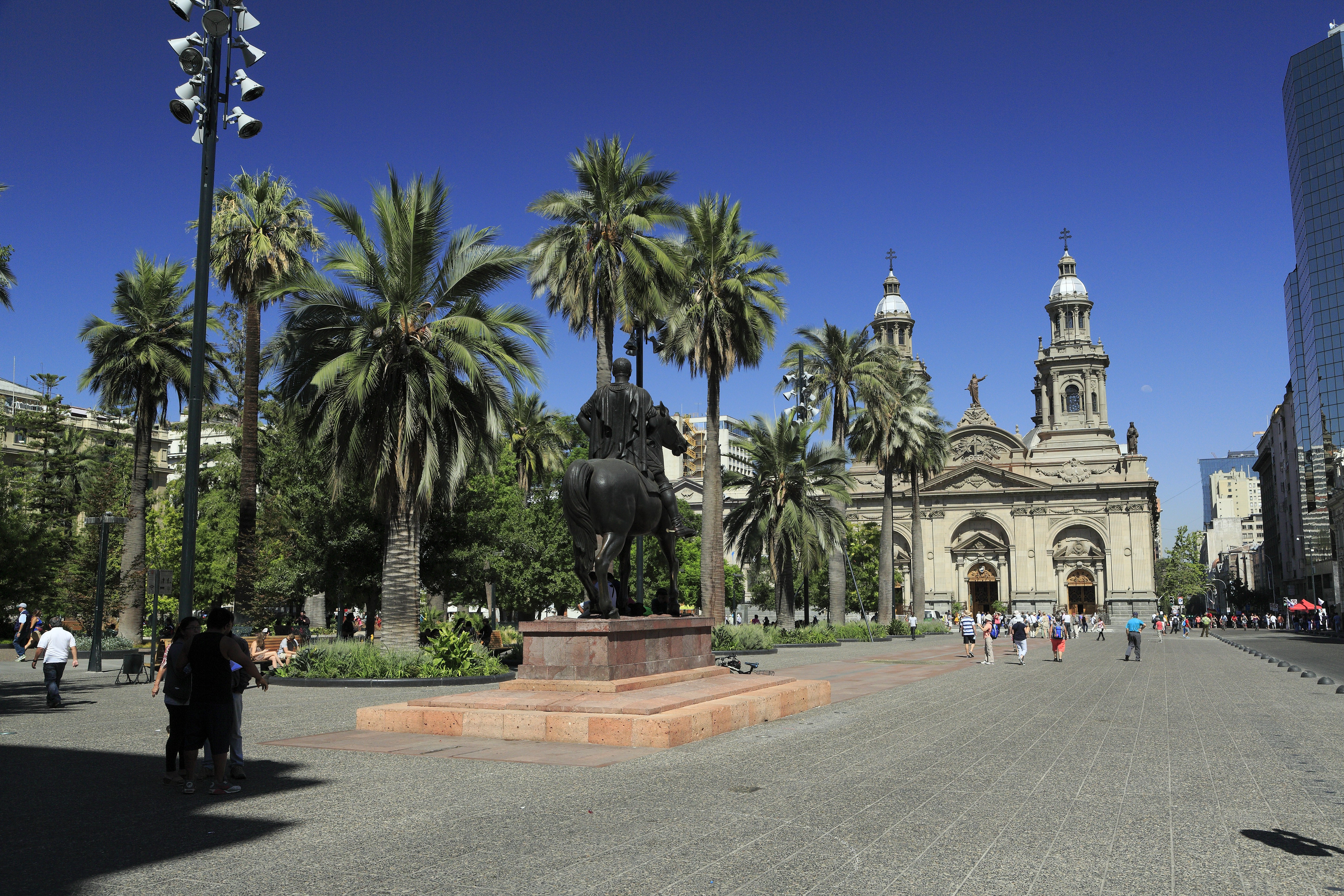
Plaza de Armas de Santiago, lugar donde se desarrolló la primera manifestación LGBT en Chile.

El 22 de abril de 1973 ocurrió en la Plaza de Armas de Santiago la primera manifestación de homosexuales en Chile. Cerca de unos veinticinco homosexuales y travestis que usualmente recorrían en las noches las calles Huérfanos y Ahumada en el centro de Santiago se reunieron para protestar por los abusos de Carabineros, que los apresaban continuamente por «faltas a la moral y las buenas costumbres», los golpeaban y rapaban la cabeza. Pese a esta represión, la manifestación se realizó con normalidad; sin embargo, los medios de comunicación se encargarían de los ataques a través de sus crónicas.

## Geografía

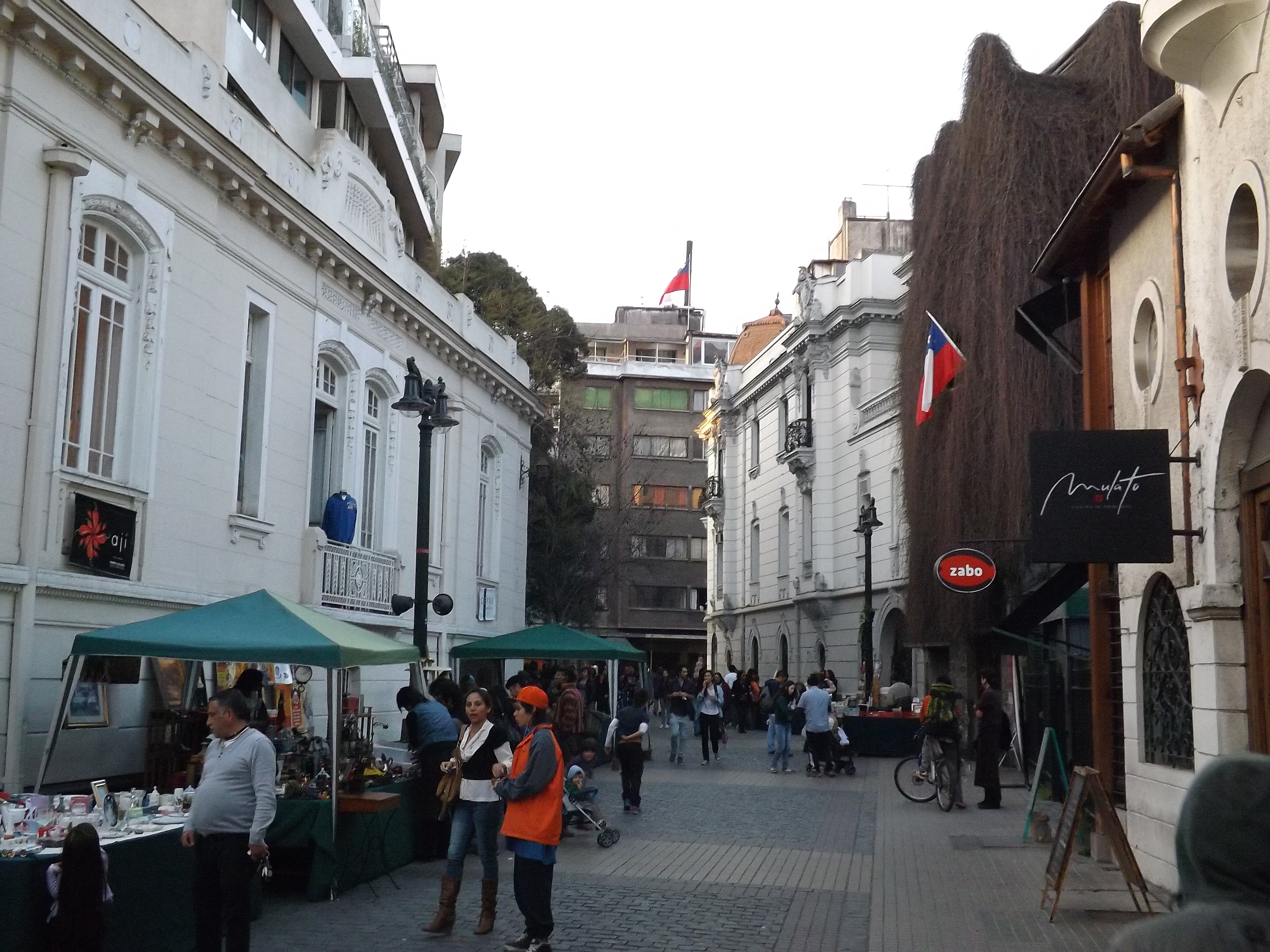
Calle del barrio Lastarria.

El Barrio Lastarria/Bellas Artes es uno de los principales sectores de encuentro o de residencia para la población LGBT de la capital chilena, principalmente a partir de los años 1960, fecha en que aparecen los primeros espacios como el bar «El Loro Perjuro» (ubicado en la calle Merced cerca de la intersección con José Miguel de la Barra), el piano-bar «La Guarida» y el centro cultural «La Casa de la Luna» —primero dirigido por Ludwig Zeller y convertido en 1968 en «La Casa de la Luna Azul» bajo la gestión de Hugo Marín— en la calle Villavicencio. Producto de ello, el 5 de noviembre de 2006 el Movimiento de Integración y Liberación Homosexual (Movilh) realizó un acto en el Parque Forestal para declarar el sector como el primer barrio gay-friendly de Santiago.

## Política
La primera candidatura política abiertamente LGBT en Santiago de Chile fue la de Roberto Pablo Gutiérrez Fariña (representante del Centro Lambda Chile) como independiente dentro de la lista del Partido Humanista en la comuna que da nombre a la capital.
El 13 de junio de 2002 fue inaugurada en la comuna de La Pintana —ubicada en el sector sur de la capital— la Oficina de la Diversidad y la Tolerancia, siendo una de las primeras municipalidades en Chile en desarrollar dicho tipo de espacios para generar integración de la diversidad sexual. La Municipalidad de Santiago aprobó el 13 de mayo de 2009 la primera ordenanza contra la discriminación comunal que incluye a la diversidad sexual.
El 17 de mayo de 2013, en el marco de las celebraciones del Día Internacional contra la Homofobia y la Transfobia, y de manera inédita en la capital, las comunas de Independencia, La Reina, Providencia y Santiago izaron la bandera arcoíris en sus respectivas municipalidades.
El 26 de enero de 2022 el concejo municipal de Santiago aprobó la creación de una Subdirección de Igualdad de Género, Diversidad Sexual e Inclusión, convirtiéndose en el primer municipio chileno en contar con una institución de dicho tipo.

## Instituciones y medios de comunicación
La mayoría de las agrupaciones LGBT de Chile tienen su sede principal en Santiago, entre ellas el Movimiento de Integración y Liberación Homosexual (Movilh), Movimiento por la Diversidad Sexual (MUMS), Acción Gay, OTD Chile y Fundación Iguales. Asimismo, la mayoría de los medios de comunicación LGBT que han surgido en Chile poseen su sede en Santiago; algunos ejemplos históricos han sido Radio Tierra —que albergó programas como Triángulo abierto—, la revista Lambda News (1993-2004) y el periódico OpusGay (2002).

## Ocio y cultura

### Festivales de cine
Desde 2008 se celebra anualmente en Santiago el «Festival Internacional de Cine LGBTI (Cine Movilh)», siendo la más amplia muestra de cintas nacionales y extranjeras con temáticas de la diversidad sexual en el país. Tras finalizar el festival, las cintas recorren diversas ciudades del país.
A partir de 2016 se realiza en Santiago de Chile el festival de cine Amor Festival, enfocado en producciones con temática LGBT. En 2020 y 2021, debido a los confinamientos por la pandemia de COVID-19 en Chile, el evento se realizó de manera virtual y con acceso gratuito, retornando a su formato presencial en 2022.

### Lugares de ocio

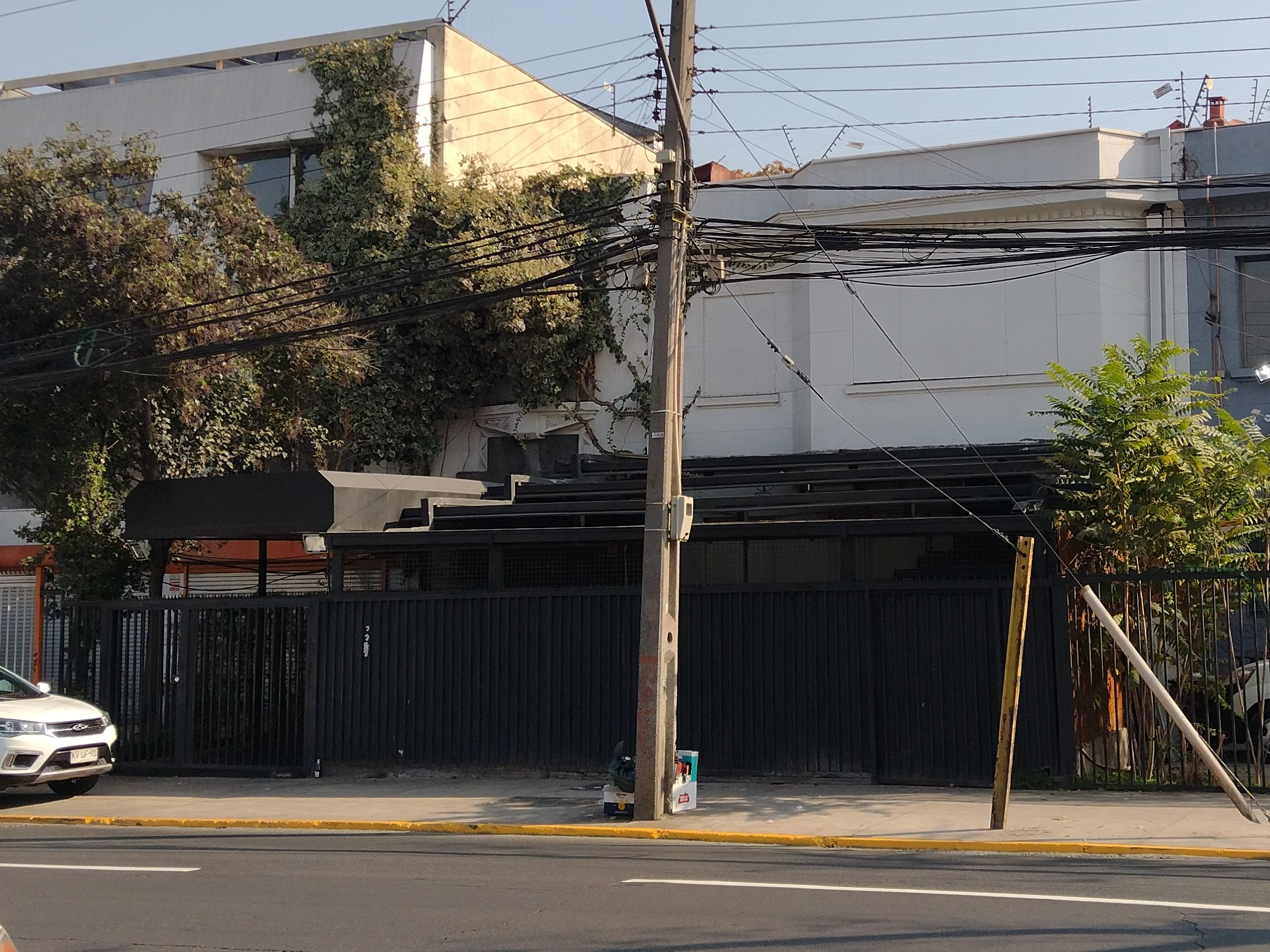
Discoteca Fausto.

El 22 de agosto de 1979 abrió sus puertas la discoteca Fausto, la más antigua de su tipo en el país y en Sudamérica. En 1984 la bailarina Candy Dubois, exintegrante del Blue Ballet y que retornó a Chile en ese año luego de una estadía en Europa, abrió junto a su esposo un restaurante el barrio Brasil llamado «Le Trianon», que incluía espectáculos de transformismo los fines de semana.
A partir de los años 1990 el barrio Bellavista comenzó a concentrar un número importante de locales destinados a recibir público LGBT, estando entre ellos Bokhara, Búnker, Máscara, Naxos, Dionisio, La Fábrica y Queen. En 1991 abrió sus puertas en San Miguel la discoteca Paradise, que en 1998 se convirtió en Nueva Cero.

### Cruising
Algunos de los puntos de encuentro donde los homosexuales realizaban encuentros furtivos en Santiago durante el siglo XX fueron los parques y plazas de la ciudad. Un proceso judicial realizado en 1903 en contra de Juan Agustín Alcalde Brown, Alberto Leiva y José Pérez permite identificar como puntos de encuentros homosexuales el parque Quinta Normal, el Cerro Santa Lucía, la Estación Mapocho y algunos hoteles del centro de Santiago, lo cual es reiterado por Hernán Díaz Arrieta en la década siguiente.
Los cines también fueron caracterizados como lugares donde se practicaba cruising, especialmente los cines Capri, Nilo y Mayo durante los primeros años del siglo XXI.

## Eventos

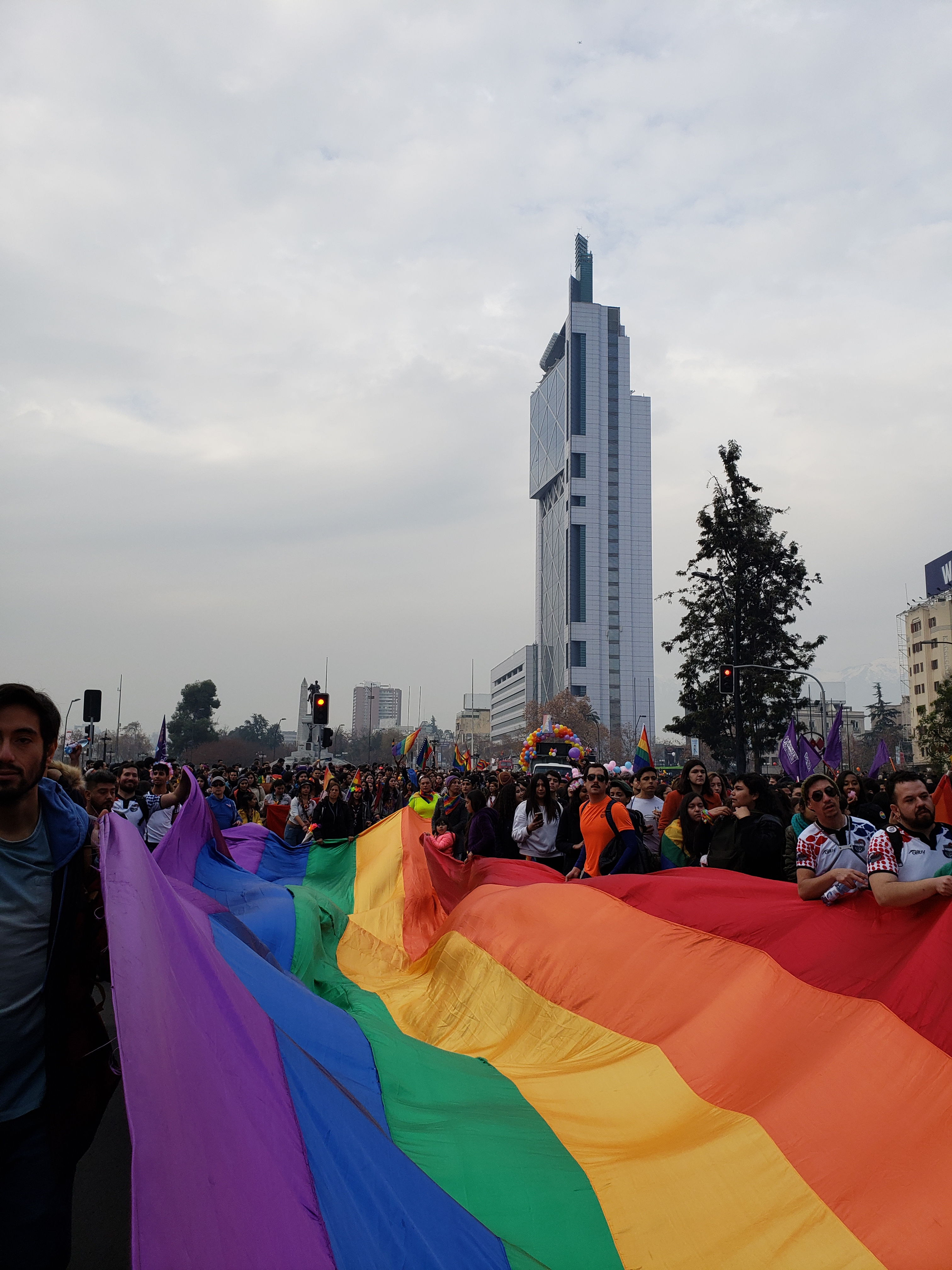
Marcha del Orgullo LGBT de Santiago de 2018.

En Santiago se realiza desde 1999 la marcha del orgullo más importante de Chile. Habitualmente se realiza en el mes de junio, y en la versión de 2022 los organizadores señalaron que ninguna entidad con fines de lucro podrá promocionar su marca, indicando que «es una marcha social reivindicativa y no un evento comercial».
Desde 2006 se realiza también el «Open Mind Fest», evento masivo de música electrónica producido por el Movimiento de Integración y Liberación Homosexual (Movilh) y que busca combatir la discriminación mediante la generación de un espacio inclusivo a través de la música. El 10 de octubre de 2015 OTD Chile llevó a cabo en Santiago la primera versión de «TransFest», primer festival en Chile dedicado a los derechos humanos de las personas transgénero.